# 大和井

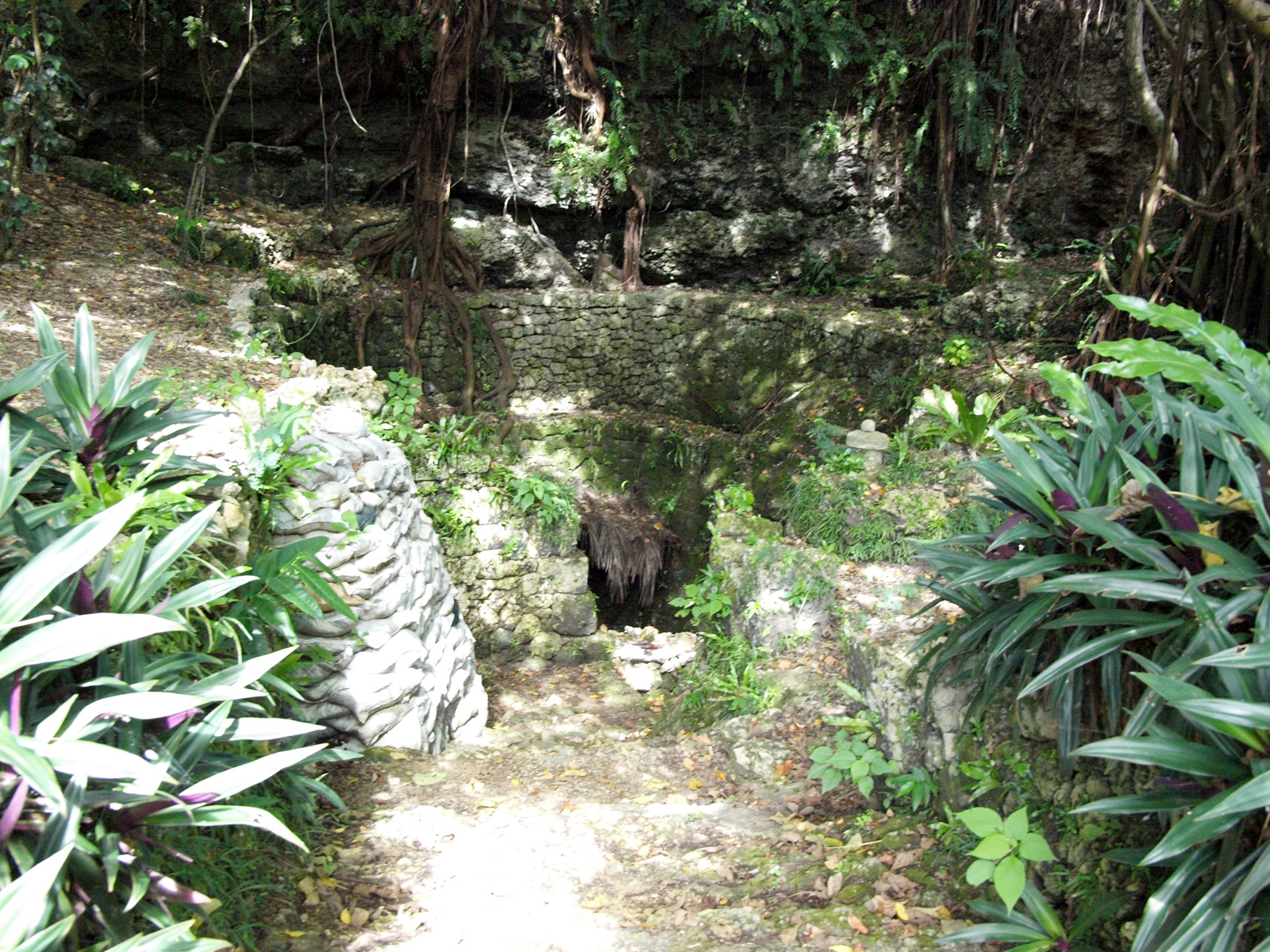
大和井入口

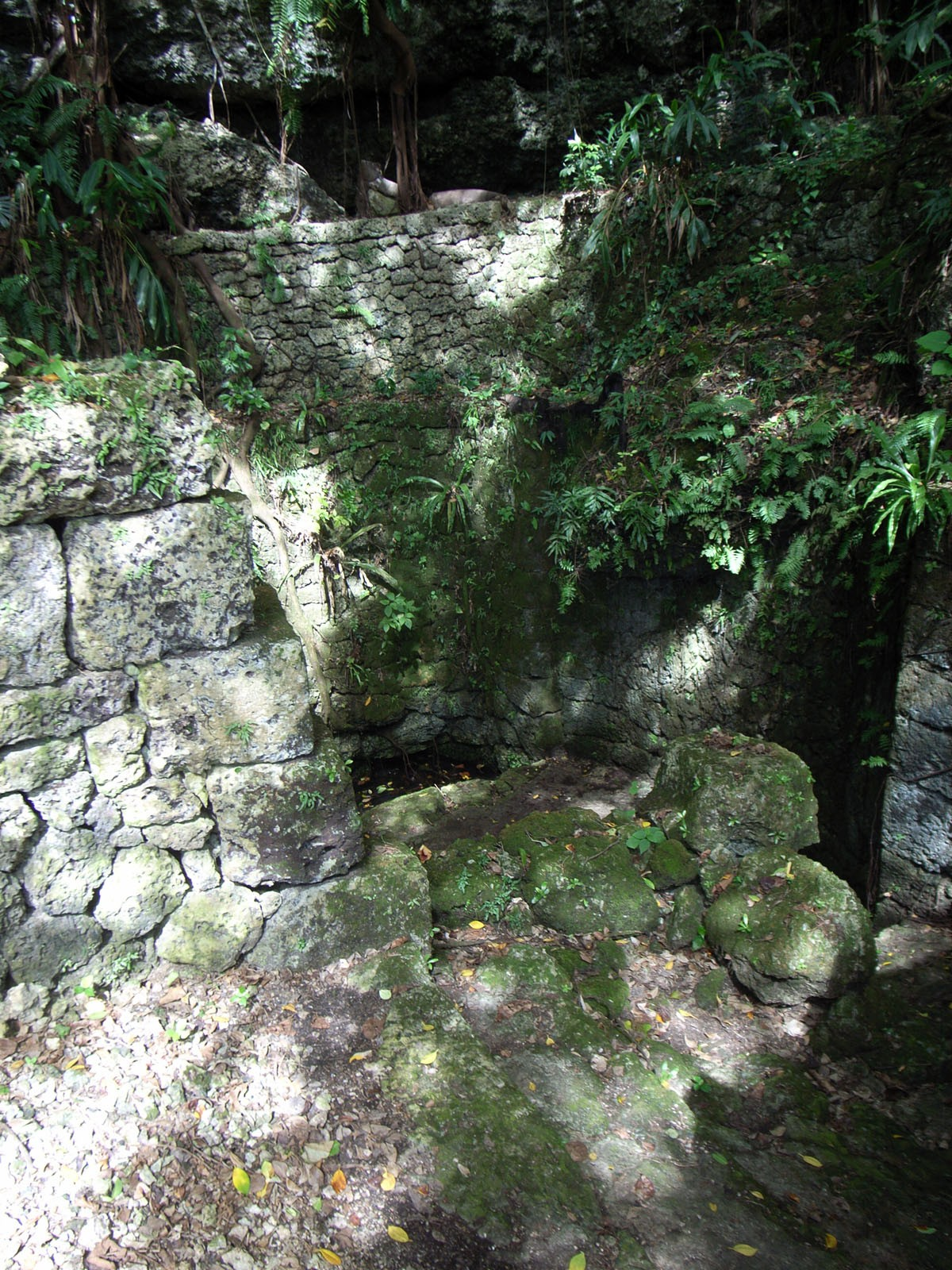
大和井水源

大和井（日语：／）是日本沖繩縣宮古島市平良的井，為石造遺跡，1992年（平成4年）2月18日獲指定為國家的史跡。

## 概要
大和井為宮古島市區附近的井，與鄰近的「井」一同以「大和井」之名於1992年（平成4年）12月18日獲指定為國家的史跡。
大和井為從地面洞口經石階下降到底部取水口的井，在周長約20公尺、高約6公尺的圓形石砌洞穴底部設有以石鋪成的廣場，裡面為取水口。蜿蜒通向廣場的石階中間有门闩痕跡，可能設有門扉，表明受到嚴格管理。
井位於大和井西北約50公尺處，構造較為簡單。
大和井西南約40公尺處有名為「大川」的井，專供牛馬使用。

## 歷史
宮古島為隆起的珊瑚礁島，沒有河流，雨水成為地下水並入海。水流在靠近海岸處湧出，稱為，是當地居民寶貴的生活用水。
大和井據《雍正旧記》記載可推定開鑿於1720年。依據民俗，大和井是首里王府與薩摩藩派遣人員專用的井，井是一般居民使用的井。
至於大川，《雍正旧記》記載其於1717年有經修繕，其開鑿應早於此。

## 外部連結
- - 線上文化遺產（文化廳） （日語）
- - 國指定文化財等數據庫（日語）

24°48′39.0″N 125°17′8.3″E / 24.810833°N 125.285639°E